# Éric Lavaine
Éric Lavaine (Parigi, 15 settembre 1962) è un regista e sceneggiatore francese.

## Biografia
Éric Lavaine inizia la sua carriera nella commedia su Canal+: dopo essere passato per Les Guignols de l'info nel 1989, partecipa allo sviluppo e alla scrittura della serie comica H, trasmessa tra il 1998 e il 2002. Dal 2001 lavora alla serie poliziesca comica Le 17, con, tra gli altri, Jean-Paul Rouve, che però passa inosservata. L'anno successivo, crea il format breve per il canale a pagamento Faut-il ?, con Maurice Barthélemy, che raggiunge i 159 episodi.
Éric Lavaine ha diretto il suo primo film, Poltergay, nel 2006, con Clovis Cornillac e Julie Depardieu. Nel 2009 il suo secondo film: Incognito, con la partecipazione di Bénabar, Franck Dubosc e Jocelyn Quivrin. È stato ben accolto dalla critica e dal pubblico.
L'anno successivo esce il terzo film, Protéger et Servir, dove ritrova Clovis Cornillac e François Damiens. Nel 2011 Benvenuti a bordo è la sua quarta realizzazione. Ritrova Franck Dubosc, con cui aveva già lavorato in Incognito. Nel 2014 è uscito il film Barbecue.

## Filmografia

### Regista

#### Cinema
- Poltergay (2006)
- Incognito (2009)
- Protéger et servir (2010)
- Benvenuti a bordo (Bienvenue à bord) (2011)
- Barbecue (2014)
- Torno da mia madre (Retour chez ma mère) (2016)
- Due fidanzati per Juliette (L'embarras du choix) (2017)
- Lasciatelo dire! (Chamboultout) (2019)
- Un tour chez ma fille (2021)
- Plancha (2022)

#### Televisione
- Le 17 – serie TV (2002)
- Le Voyage de monsieur Perrichon – film TV (2014)
- Les Beaux Malaises – miniserie TV (2016)